# Kaučukovník brazilský
Kaučukovník brazilský (Hevea brasiliensis), také Pará rubber tree, sharinga, seringueira, je tropický strom čeledi pryšcovité, jehož latex je využívaný jako zdroj přírodního kaučuku.

## Historie
Jak napovídá jeho název v angličtině, Pará rubber tree, domovem kaučukovníku brazilského je Amazonie.
Příbuzné stromy však využívali např. také Olmékové ve středním Mexiku.
V Evropě byl strom znám již od dob K. Kolumba, ale latex z kaučukovníku brazilského se začal využívat až v průběhu 18. století, kdy byla objevena jeho schopnost skvěle vygumovat text napsaný tuhou. Větší nárůst poptávky byl zaznamenán v souvislosti s vynálezem galoší v roce 1825 a především po objevu vulkanizace ve 40. letech 19. století, což vedlo ke zbohatnutí brazilských oblastí Belém a Manaus.
Objevitel Henry Wickham ve službách Britského impéria v 70. letech 19. stol. tajně vyvezl z Belému do Británie 70 tisíc semen stromu. Vzešlo jich sice málo, pouhých 2000 bylo postupně rozesláno na Cejlon, do Indie, Britského Malajska a Indonésie. Největším producentem na světě se mělo stát a také stalo Britské Malajsko. Britský botanik a dlouholetý ředitel Botanické zahrady v Singapuru a neúnavný propagátor kaučukovníku Henry Nicholas Ridley jako první přišel s návodem, jak efektivně získávat kaučuk, aniž by se ubližovalo stromu.
Cena přírodního kaučuku na světovém trhu je provázána s cenou ropy. Thajsko, Indonésie a Malajsie se společně podílí na 72 % ze celosvětové produkce.

## Popis stromu a plantáže
V divoké přírodě strom vyrůstá do 30 metrů. Bílý či dožluta zbarvený kaučuk se nachází v kůře, před floémem. Kaučukové cévy běží kůrou spirálovitě pravotočivě nahoru, pod úhlem 30 stupňů do výšky zhruba 15 metrů.
Na plantážích pěstované kaučukovníky jsou z důvodu odebírání latexu výrazně nižšího vzrůstu. Po 30 letech jsou pokáceny pro výrazný pokles produkce, dřevo může být následně ještě využito (nábytek). Na rozdíl od plantáží palmy olejné kaučukovníky poskytují prostředí spíše podporující biologickou diverzitu.
Strom vyžaduje tropické či subtropické klima s minimem 1200 mm srážek, ale nesmí být za žádných okolností vystavený mrazu.

## Rozšíření
Strom pochází z tropické Jižní Ameriky z oblasti Amazonské pánve. Je přirozeně rozšířen v Brazílii, Bolívii, Peru, Venezuele a Kolumbii. Roste jako součást tropických deštných lesů v nadmořských výškách do 500 metrů. Často roste na periodicky zaplavovaných stanovištích.

## Galerie

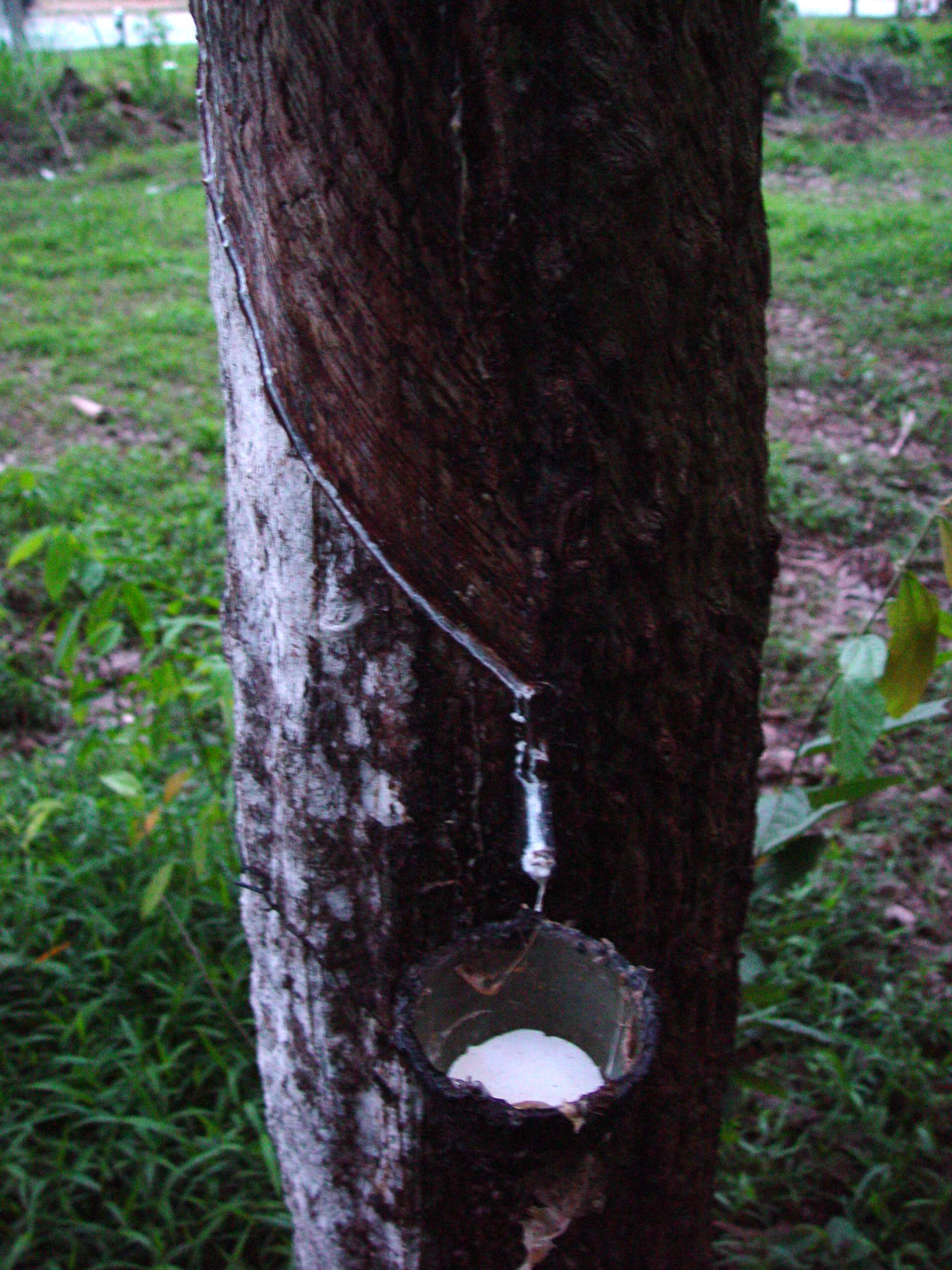
Latex odkapávající z kaučukovníku
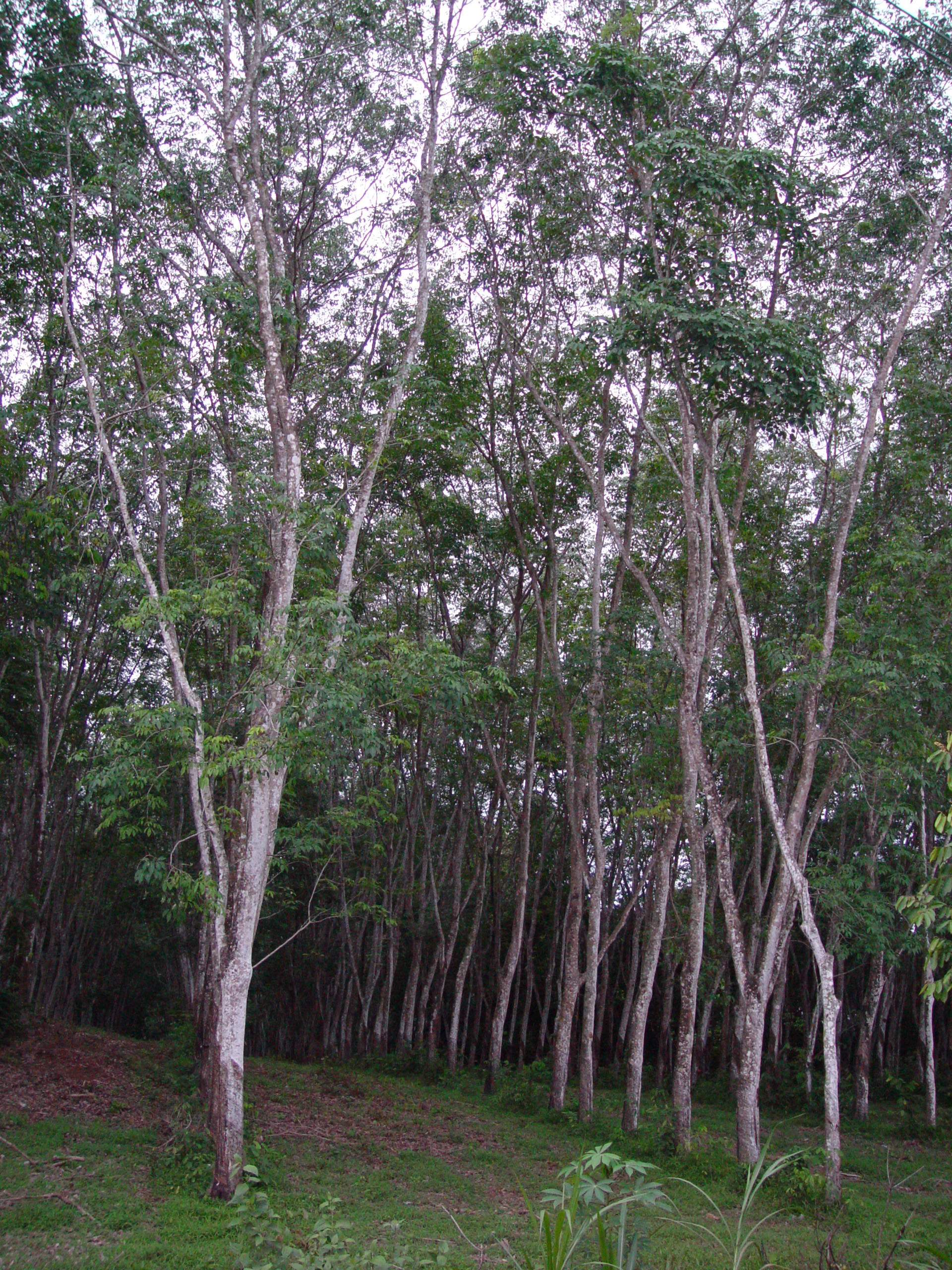
Kaučuková plantáž
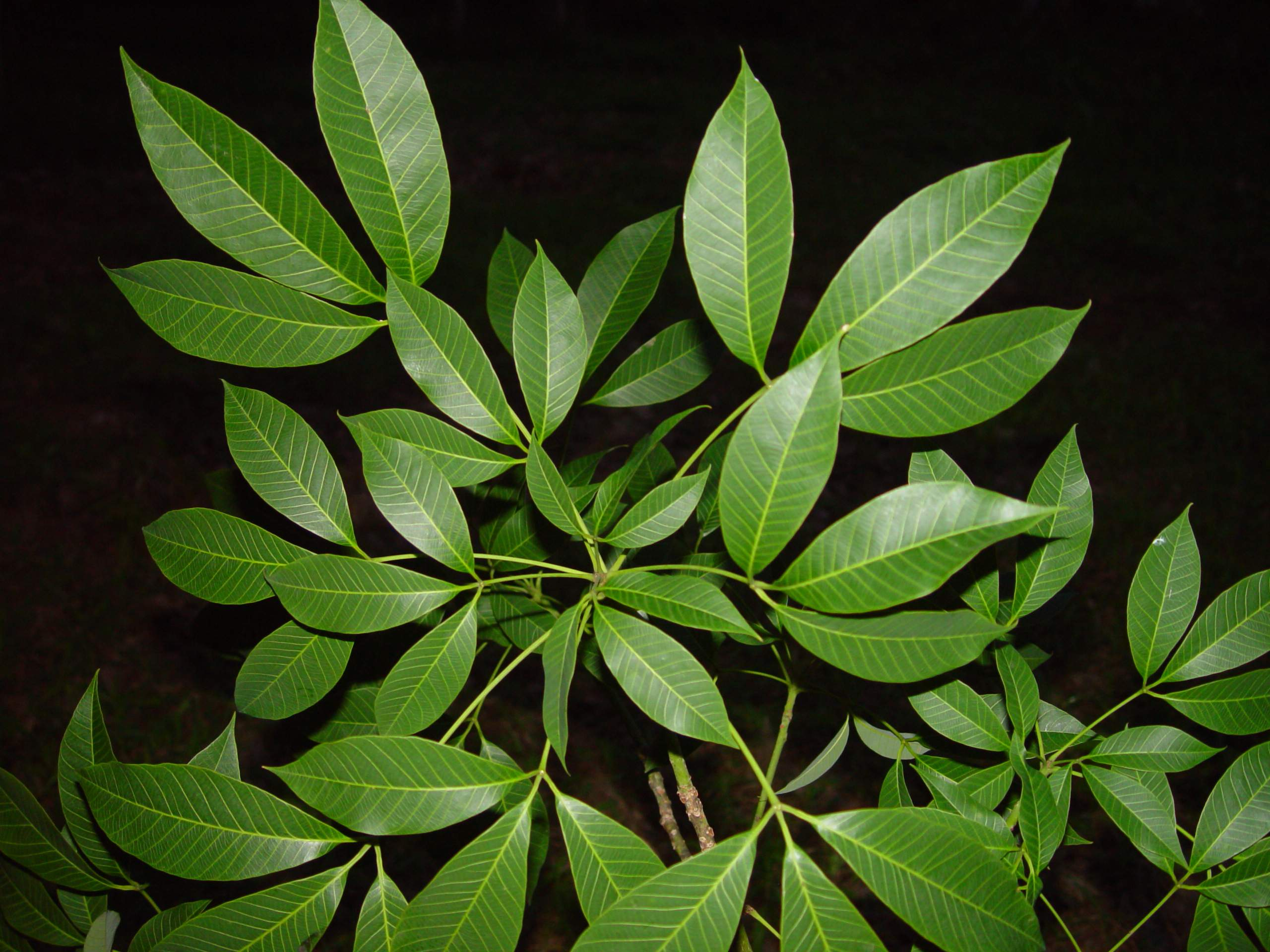
Detail listů
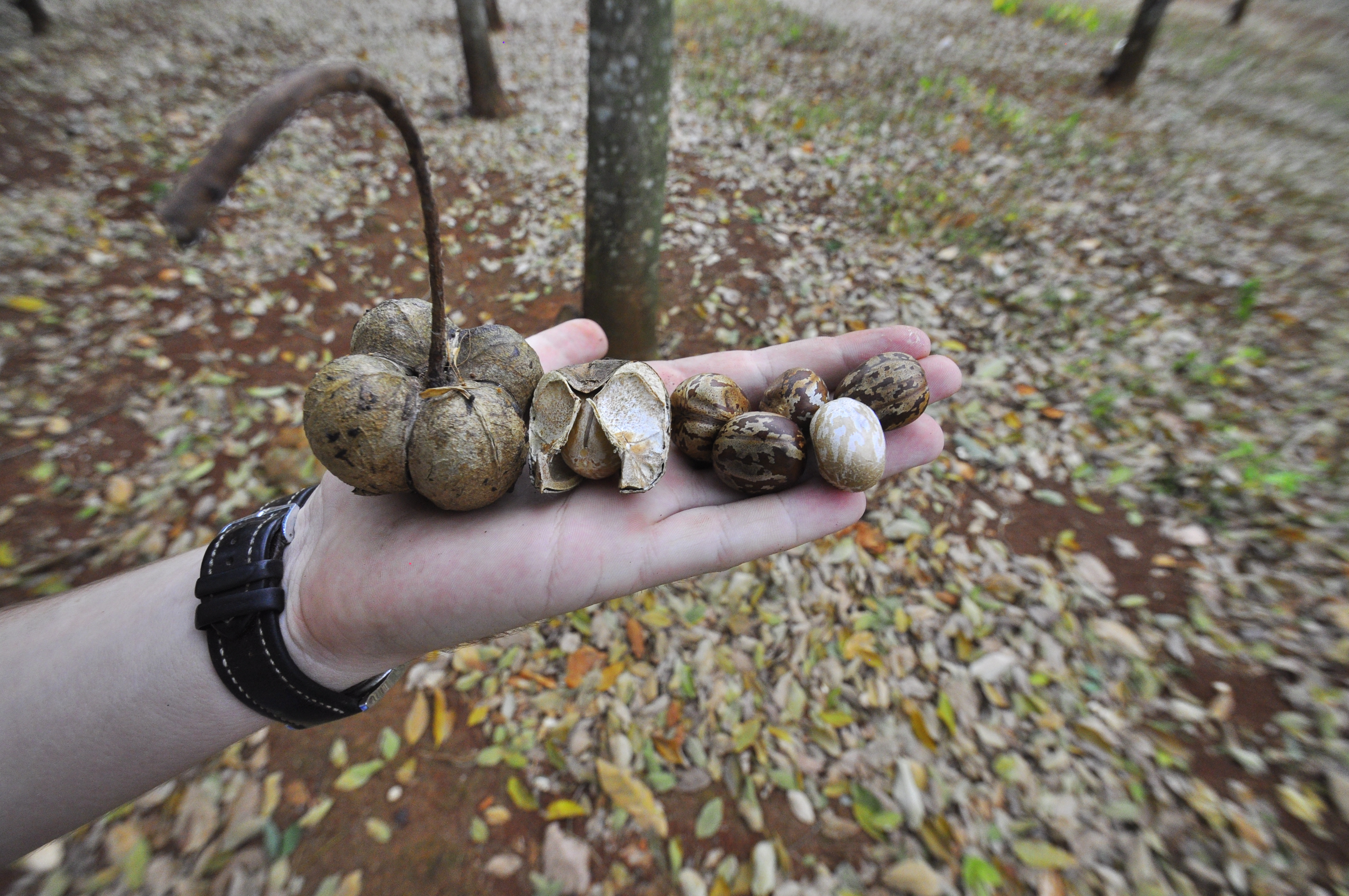
Semena kaučukovníku brazilského
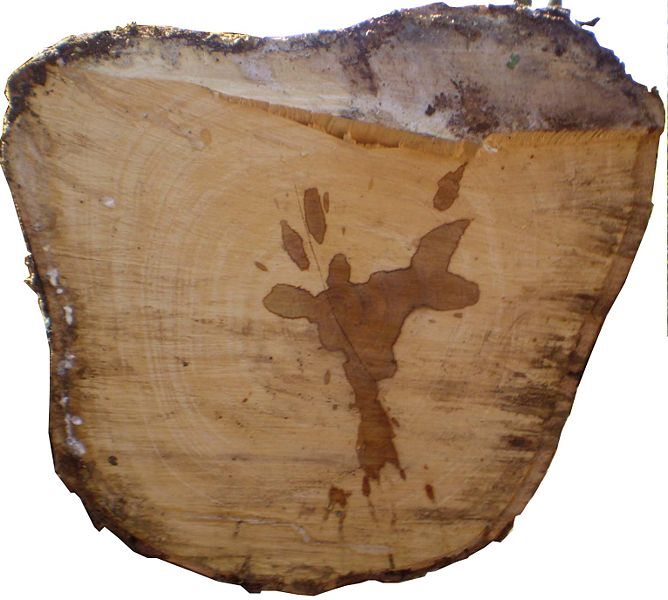
Dřevo kaučukovníku
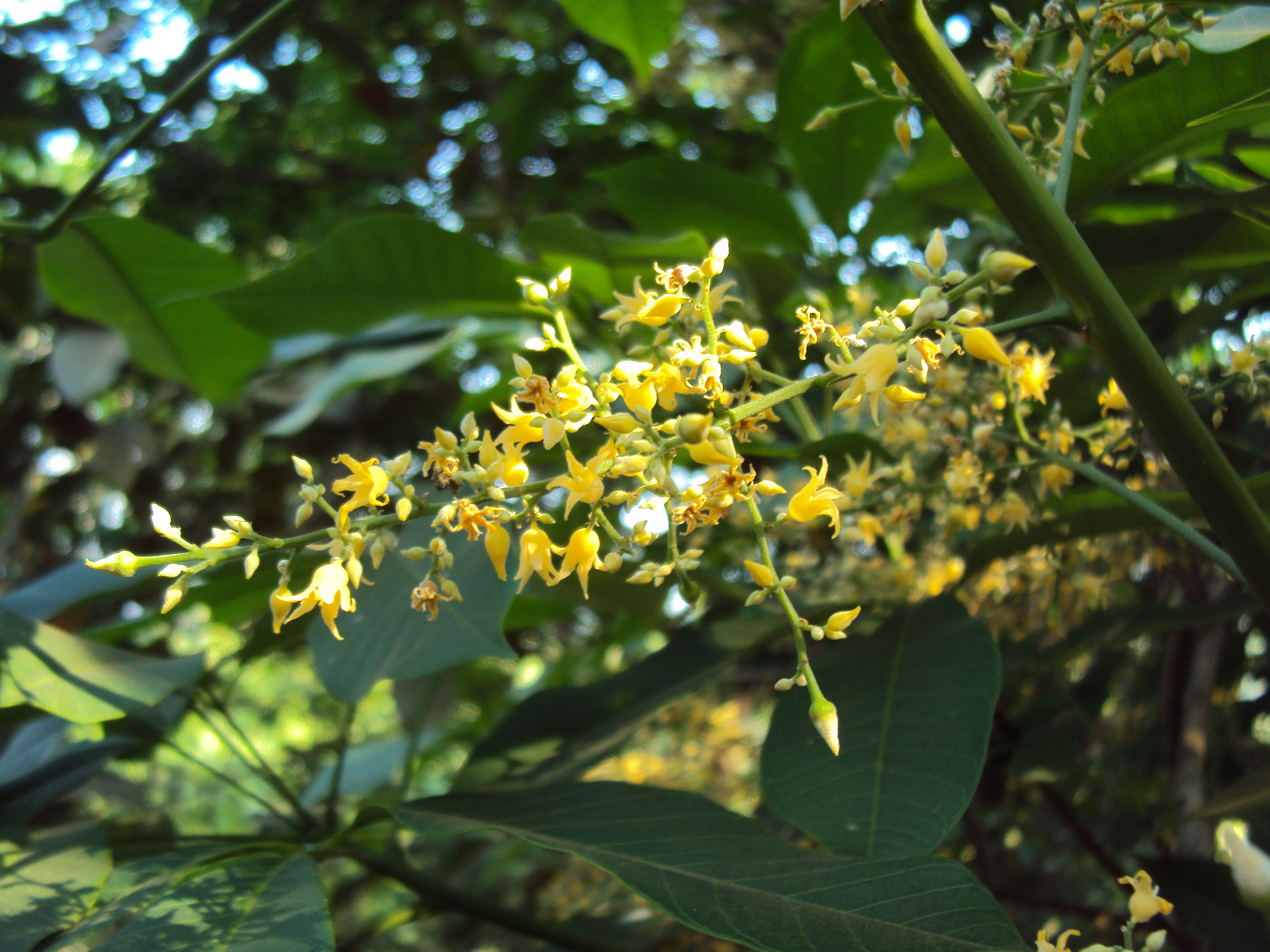
Květenství
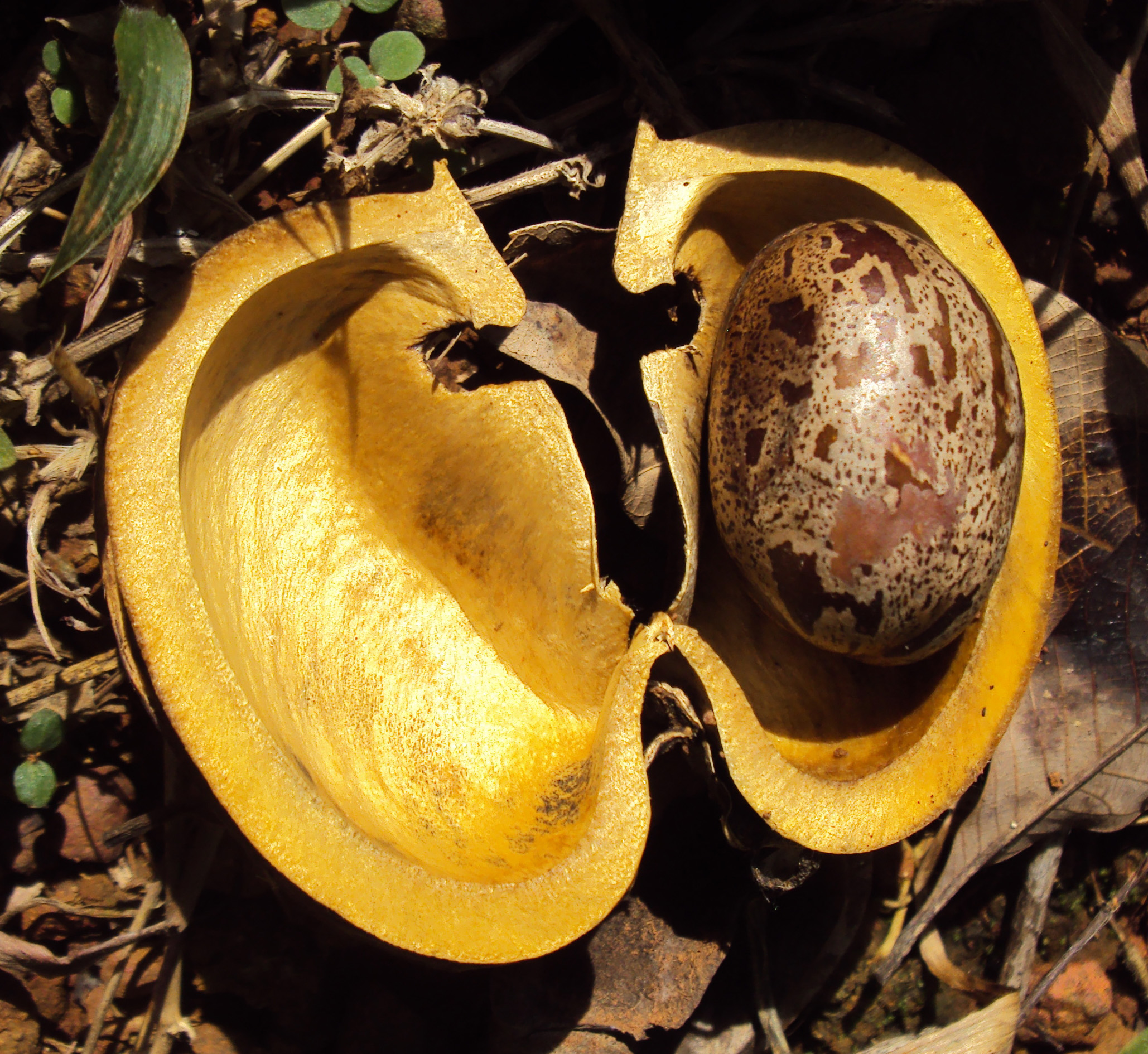
Sušený plod
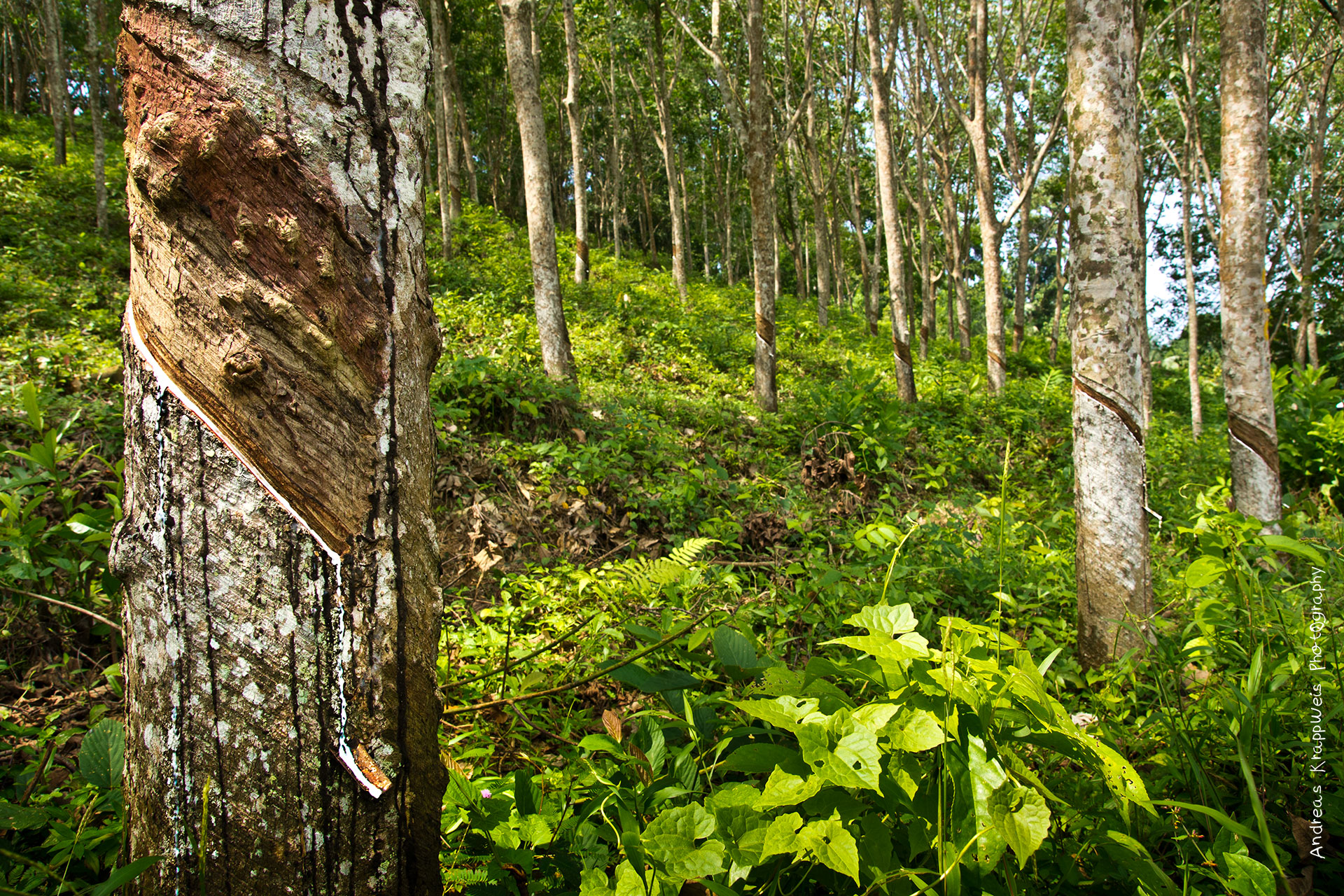
Kaučukovníková plantáž
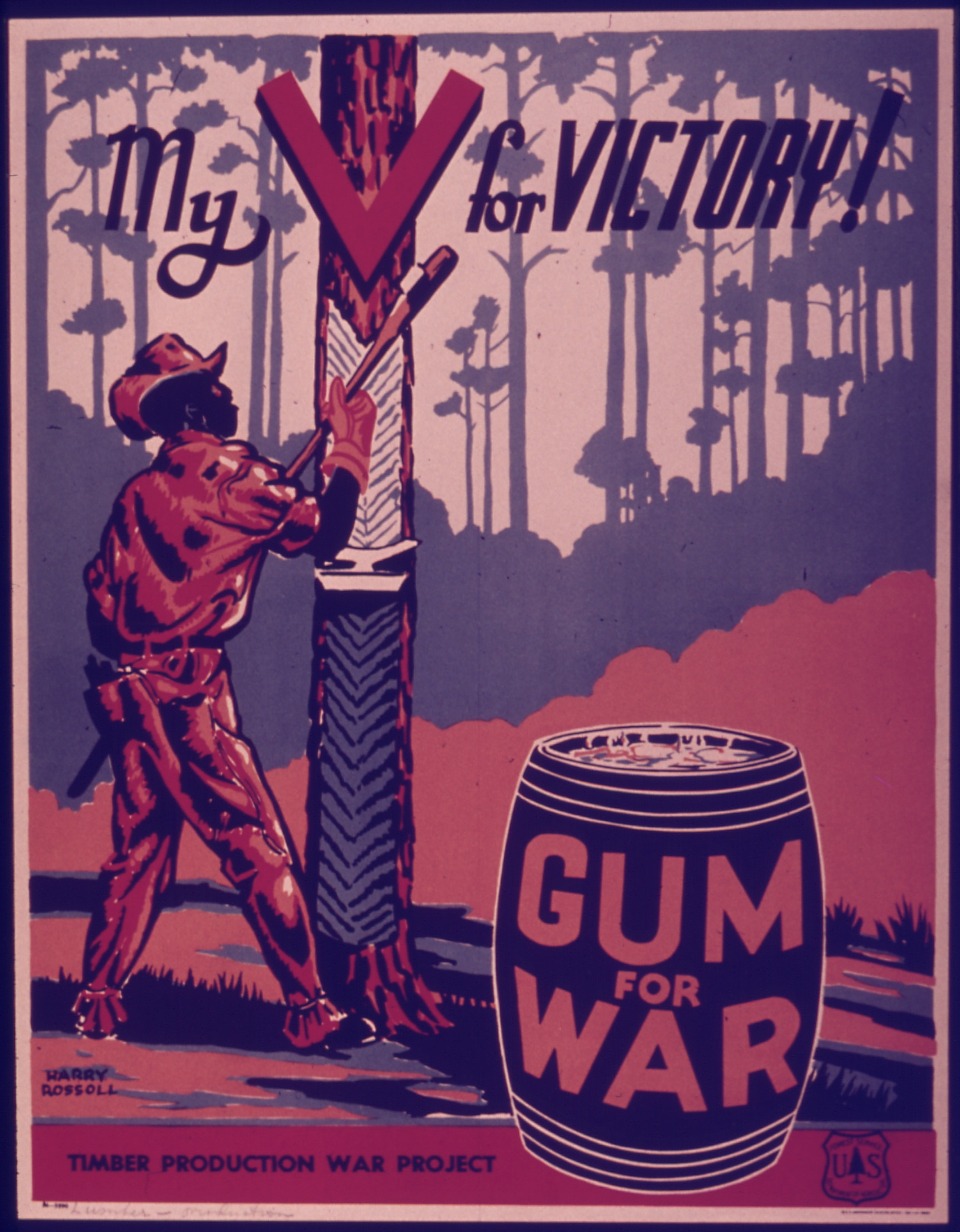
Druhá svétová válka znovu ověřila důležitost kaučukovníku
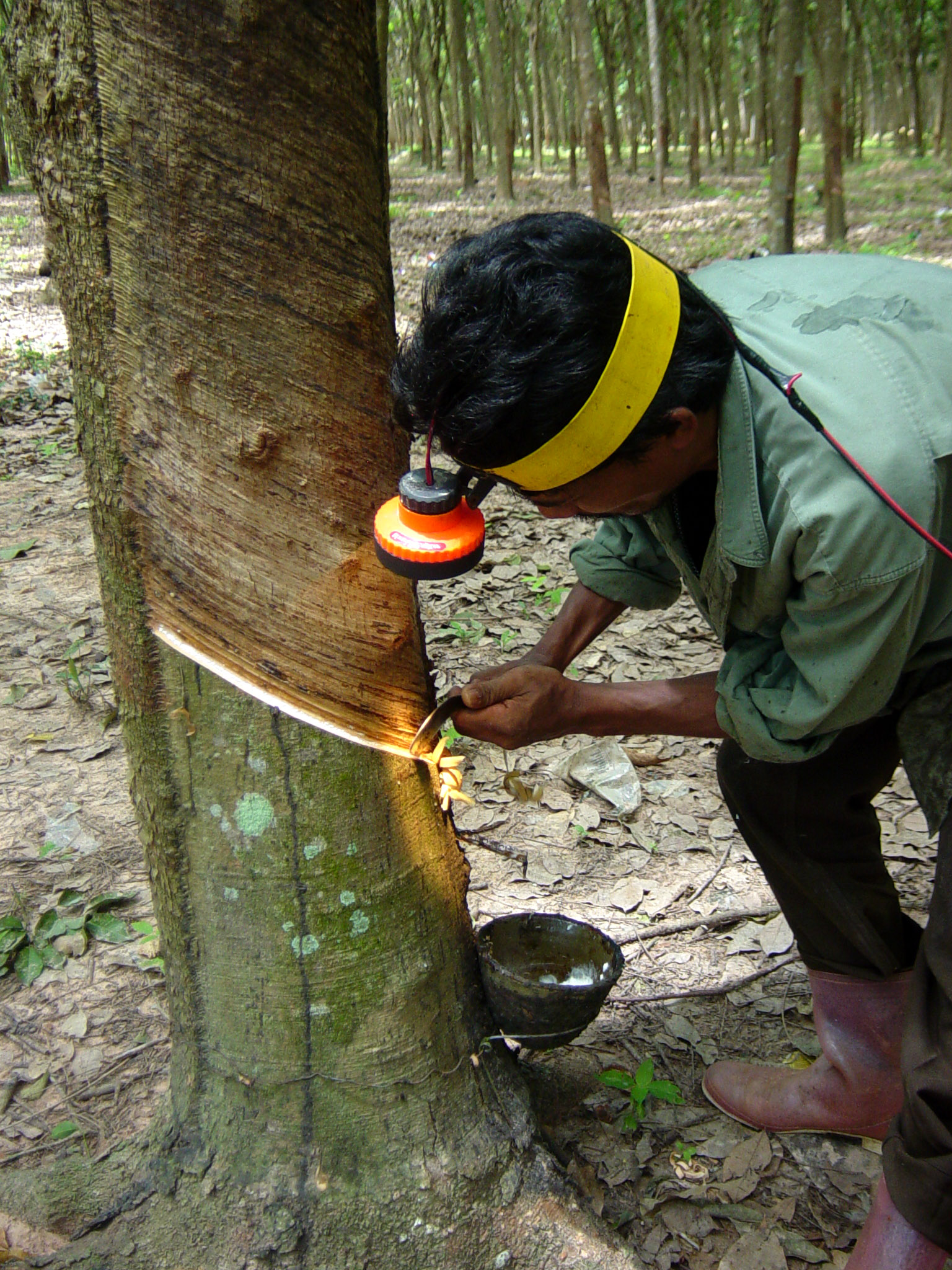
Práce na kaučukovníkové plantáži v Thajsku
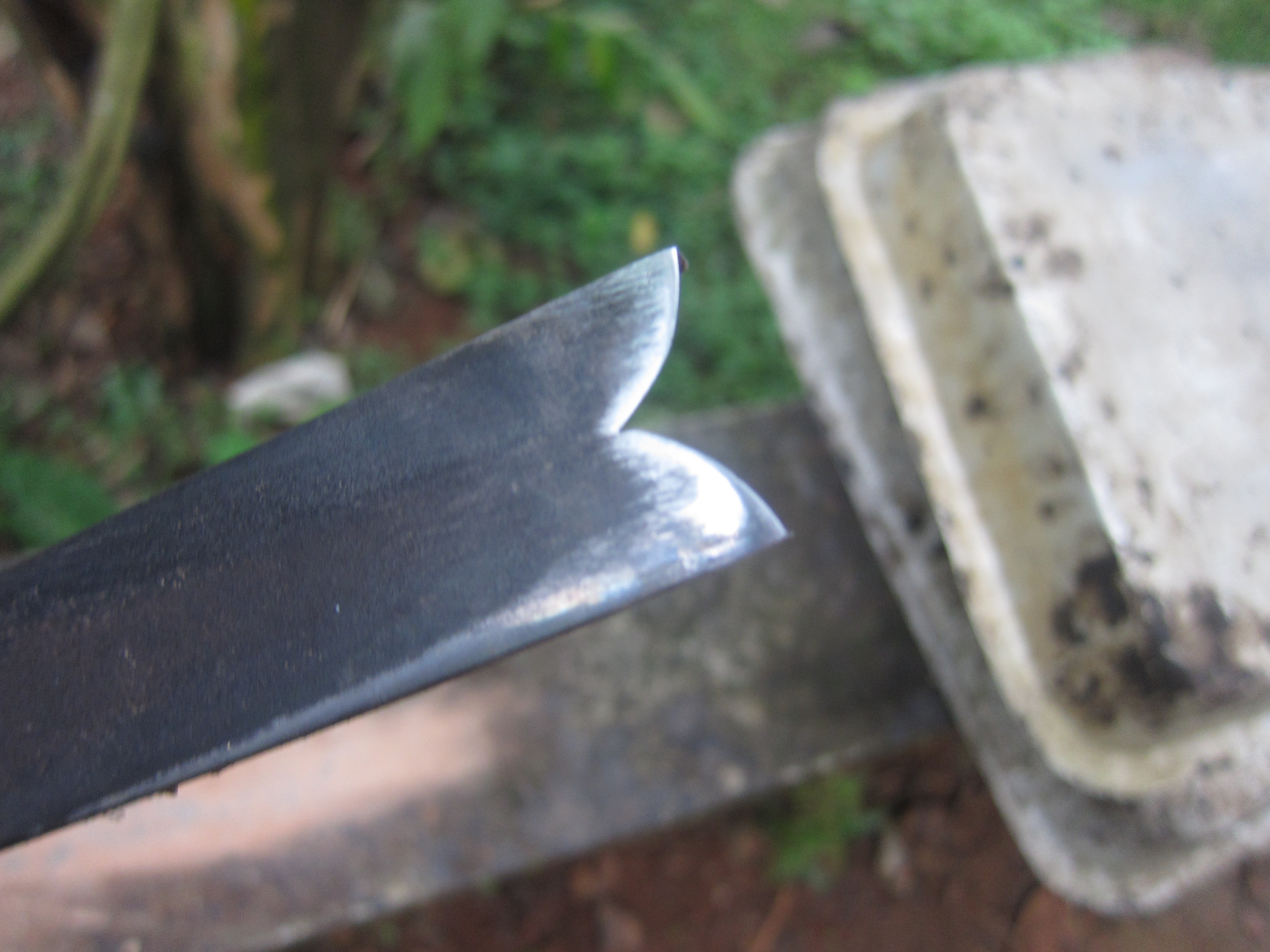
Nůž, který se používá na kaučukovníkových plantážích v Kerale, Indie
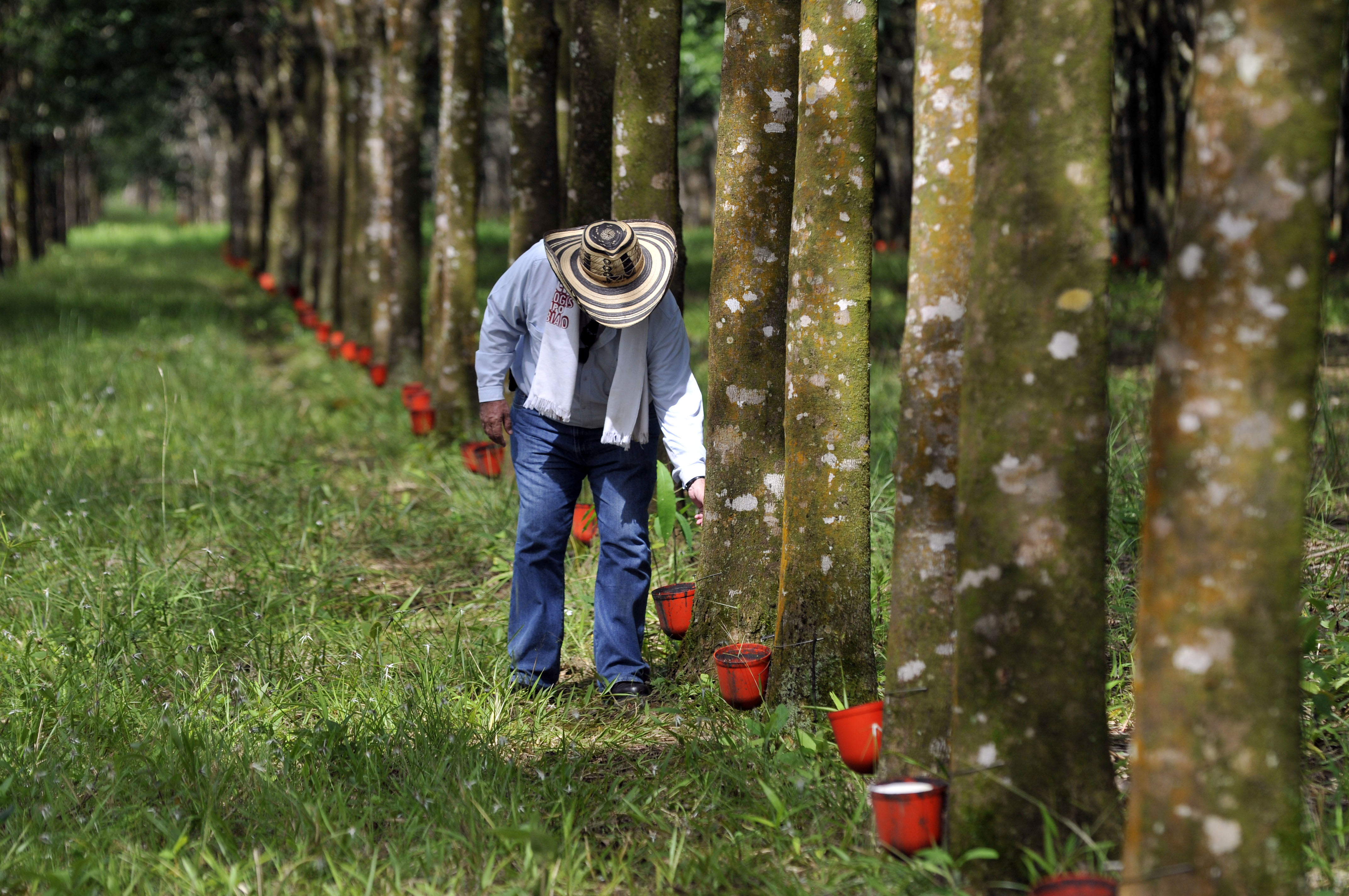
Kaučukovníky v Llanos, Kolumbie